# Filipijnse oehoe
De Filipijnse oehoe (Ketupa philippensis, synoniem Bubo philippensis) is een uil uit het geslacht Ketupa die alleen voorkomt in de Filipijnen.
De Filipijnse naam voor de Filipijnse oehoe is Kuwago.

## Algemeen
De Filipijnse oehoe is een grote plompe vogel met gekuifde oren. De twee bekende ondersoorten zijn te onderscheiden door middel van de kleur van hun onderkant. De philippensis is daar donkerrood en de mindanensis donkerbruin. Daarnaast is de laatste ook gemiddeld iets groter dan de eerste.
Inclusief de staart wordt deze soort zo'n 51 centimeter lang met een vleugellengte van 36 centimeter.
De Filipijnse oehoe is een erg schuwe vogel.

## Verspreiding en leefgebied
De Filipijnse oehoe leeft in bossen en bosranden in de laaglanden vaak in de buurt van rivieren of meren.
De twee ondersoorten van deze vogel zijn:
- K. p. philippensis: Catanduanes en Luzon.
- K. p. mindanensis: Bohol, Leyte, Mindanao en Samar

## Status
De grootte van de populatie wordt geschat op 2500-10.000 volwassen vogels. Op de Rode lijst van de IUCN heeft deze soort de status kwetsbaar.